# Associação Atlética Sinop
Associação Atlética Sinop é um clube brasileiro de futebol do município de Sinop, no estado de Mato Grosso. Suas cores são branco, verde e amarelo.

## História
A AA Sinop foi fundada em 30 de agosto de 2001, por um grupo de esportistas da cidade que estavam cansados da politicagem no futebol local. Na época, o outro clube da cidade, Sinop Futebol Clube passava por problemas e estava licenciado das competições.
Em 27 de setembro de 2001, recebeu a certificação da CBF e da Federação Matogrossense para disputar profissionalmente. Em 2002, jogou seu primeiro campeonato: o Matogrossense daquele ano.[carece de fontes?]
Em 2005, iria jogar o Campeonato Matogrossense, mas desistiu na primeira rodada, alegando falta de tempo para montagem de elenco. Licenciou-se das competições em 2006.
Em 2017, o clube voltaria oficialmente para disputar a Segunda Divisão estadual., No entanto, desiste de disputar. Novamente em 2019, o clube confirma participação para a Segunda Divisão daquele ano, mas desiste de disputar.

## Desempenho em competições

### Campeonato Mato-Grossense
| Ano  | Posição   |
| ---- | --------- |
| 2002 | 4.º lugar |